# Rainer Arke
Rainer Arke  (* 1. September 1947 in Hamburg) ist ein deutscher Maler, Visualist und Designer der klassischen Moderne. In seinem Schaffen verbindet er Realismus, Surrealismus mit Bildhauerei und Objektkunst zu dreidimensionalen Bildwerken. Als Visualist vermittelt er dem Betrachter eine „neue Sicht des dreidimensionalen Sehens“.

## Leben und Wirken
Rainer Arke wurde als Sohn des Maschinenbau-Ingenieurs Walter Arke und seiner Ehefrau Lottchen Langloh 1947 in Hamburg geboren, das damals zur „britischen Zone“ gehörte. Bereits als Kleinkind zog er von der Elbe an den Rhein, wo er in Koblenz und Köln Jugend, Ausbildung und Studium verbrachte. Das starke Interesse für eine künstlerische Tätigkeit wurde bereits in Arkes Schulalter durch sein Vorbild Onkel Peter Langloh geweckt, der als akademischer Maler ein Studium an der Kunstakademie Hamburg absolvierte, der heutigen Hochschule für bildende Künste Hamburg.
Vor seinem Studium „Kunst und Grafik“ schloss Arke eine Ausbildung in einem führenden Zeitungsverlag in Köln ab. 1974 folgte das Staatsexamen als Diplom-Designer an der Gesamthochschule Bergische Universität Wuppertal (BUW). An der BUW war Arke Meisterschüler der Professoren Klaus Winterhager und Albert Ade mit Schwerpunkt im Fachbereich Visuelle Kommunikation.
Diese Qualifikation bildete mit die Grundlage für ein internationales Wirken als Kommunikations-Designer, Creative Director sowie Concept-Designer für nationale und internationale Marken. Hinzu kam die transatlantische Zusammenarbeit bei Projekten u. a. von Franz Beckenbauer, Michael Schumacher und Willy Bogner, der mit dem Film Feuer, Eis und Dynamit auch durch die Besetzung mit Roger Moore, Shari Belafonte, Siegfried Rauch und Ursula Karven in 30 Ländern künstlerisches Aufsehen erregte.

## Visualisierung der Kunst
Anliegen von Rainer Arke ist, in seinen Werken der Visualisierung der Kunst eine neue Dimension zu verleihen. Dazu nutzt er vielseitige Techniken der Malerei, Grafik, Bildhauerei und der optischen Täuschung. So entstanden dreidimensionale Bilder in plastischen Formen. Mit diesen Arbeiten ist er in die führende internationale Gruppe der Visualisten gelangt. Er gehört dazu wie die Briten Paul Critchley und Patrick Hughes, die auch auf der Art Cologne und der documenta in Kassel ausstellten und zu den Pionieren der „Kunst des neuen Sehens“ zählen. Arke entwickelt als Visualist die 3D-Technik und stereoskopisches Sehen im Medium Kunst und Kultur weiter.

## Lehrtätigkeit an der Kunst-Akademie
Von 2002 bis 2006 übte Rainer Arke eine Lehrtätigkeit an der Rhein-Sieg-Kunst-Akademie (RSKA) in Hennef/Sieg aus. In der staatlich anerkannten Institution gehörte er außerdem rund sechs Jahre dem Diplom-Prüfungsausschuss an. Als Akademie-Dozent unterrichtete er in den Fächern Grafik-Design, Gebrauchs- und Druckgrafik, Computergrafik und digitale Druckvorlagenerstellung. Hinzu kamen von ihm weiterentwickelte neue Wege in Airbrush und illustrativer Spritztechnik.

## Kunst und Natur
Nach seiner Konzept-Planung „Kunst und Natur“ schuf Rainer Arke das Architekturmodell „Eifel Turm“, dessen Namen sich auf die heimatliche Eifel-Region Hürtgenwald bezieht. Der Kreis Düren mit Landrat Wolfgang Spelthahn hat das Modell im Frühjahr 2019 auf der Internationale Tourismus-Börse Berlin (ITB) vorgestellt. Der 50 Meter hohe „Eifel-Turm“ soll in einer Art Holz-Kohlenmeiler errichtet werden, der die Geschichte und Kultur der Nord-Eifel widerspiegelt sowie als Begegnungsort von Bürgern mit Kunstschaffenden dient. Als Standort des Wahrzeichens ist die Gemeinden Hürtgenwald gewählt, in deren Bereich bei Kriegsende 1945 die Schlacht im Hürtgenwald stattfand.

## Ausstellungen (Auswahl)
In der unverwechselbaren Mal- und Gestaltungstechnik von Arke entstanden Bilder, Objekte und plastische Kompositionen für öffentliche Ausstellungen und Sammlungen. Dazu gehörten u. a. folgende ausgewählte Präsentationen wie.
- 2017: Kreishaus Düren, Künstler-Forum Hürtgenwald. Patronat Wolfgang Spelthahn.[4]
- 2017: Rainer Arke – PsychoMediale Sichtweisen (Retrospektive), Jahresausstellung 2017, Museum Europäischer Kunst, Schloss Nörvenich, vom 1. Mai bis 30. September 2017.
- 2016: Museum Europäischer Kunst, Nörvenich, „Der Goldfisch-Angler und sein Gefolge“.
- 2015: Aula Carolina Aachen, “Kunst der Zeit”
- 2015: Kulturserver NRW, „Deckengemälde“
- 2014 und vorhergehende Jahre: Langzeitausstellungen HöhenArt e. V., Hürtgenwald Gemeindeverwaltung, sowie Dauer-Ausstellung im Atelierhaus Goetze Nideggen (NRW)
- 2013 Kunstforum 99 Rheinbach, „Kunst auf dem Campus – Kunstpreis 2013“
- 2012: Museum für verwandte Kunst Köln. „Neue Bilder“.

Zu den Exponaten gehörten Arbeiten aus den Kunst-Zyklen: „Fliegende Bilder“, „Aussichten“, „Anamorphose – Reverse Perspective“ sowie „Scul-Pics“ als „Geschichte schwereloser Bildobjekte“.